# فلوئورید نیکل (II)
فلوئورید نیکل (II) (به انگلیسی: Nickel(II) fluoride) با فرمول شیمیایی NiF2 یک ترکیب شیمیایی با شناسه پاب‌کم 24825 است. که جرم مولی آن 96.6902 g/mol می‌باشد. شکل ظاهری این ترکیب، بلورهای مایل به زرد و سبز است.